# Estación Cabedelo
La Estación Cabedelo es una de las estaciones del Sistema de Trenes Urbanos de João Pessoa, situada en Cabedelo, al lado de la Estación Jardín Manguinhos. Es una de las estaciones terminales del sistema.
Fue inaugurada en 1889 y atiende a todo el barrio de Recanto Poço.

## Características del lugar
- Próxima a la Prefectura de Cabedelo - Paraíba; al Barrio de Camalaú; al Puerto de Cabedelo y al Ferry-Boat, que hace la conexión entre Cabedelo y la Playa de Costinha, en el municipio de Lucena - en las Proximidades también de la Isla de Restinga en Cabedelo, Paraíba.

## Estado de Integración
- Existen estudios que dicen que es necesaria una ordenación en el tránsito en Cabedelo, en las proximidades del Puerto de Cabedelo y por el centro de la ciudad del municipio.
- Para estos se hace necesaria la Construcción de una Terminal de Integración Metro - Autobús/ Autobús - Metro, como por ejemplo los que existen en recife, Pernambuco y en la Región Metropolitana de Recife.

## Terminal Integrada del Puerto de Cabedelo

### Líneas Integradas
- - Autobús Híbrido. - Tarifa.: R$ 2,50.
- Playa de Costinha./ Terminal de Integración del Puerto de Cabedelo. - Flota Necesaria.: 5 vehículos.
  - Autobús Convencional. - Tarifa.: R$ 2,00.
  - Microbús - Tarifa.: R$ 2,00.
- Terminal de Integración del Puerto de Cabedelo./ Playa Fromosa. (vía BR-230. - Terminal de Integración del Centro de Cabedelo.). - Flota Necesaria.: 2 vehículos.
- Playa Formosa./ Terminal de Integración del Puerto de Cabedelo./ (vía Litoral. - Terminal de Integración del Centro de Cabedelo.). - Flota Necesaria.: 2 vehículos.
- Barrio del Camalaú./ Terminal de Integración del Puerto de Cabedelo. - Flota Necesaria.: 2 vehículos.
- Playa de Camboinha./ Terminal de Integración del Puerto de Cabedelo. (vía BR-230. - Terminal de Integración del Centro de Cabedelo.). - Flota Necesaria.: 2 vehículos.
- Terminal de Integración del Puerto de Cabedelo./ Playa de Camboinha. (vía Litoral. - Terminal de Integración del Centro de Cabedelo.). - Flota Necesaria.: 2 vehículos.

## Terminal Integrado del Centro de Cabedelo

### Líneas Integradas
- Terminal de Integración del Puerto de Cabedelo./ Playa Fromosa. (vía BR-230. - Terminal de Integración del Centro de Cabedelo.). - Flota Necesaria.: 3 vehículos.
- Playa Formosa./ Terminal de Integración del Puerto de Cabedelo./ (vía Litoral. - Terminal de Integración del Centro de Cabedelo.). - Flota Necesaria.: 3 vehículos.
- Playa de Camboinha./ Terminal de Integración del Puerto de Cabedelo. (vía BR-230. - Terminal de Integración del Centro de Cabedelo.). - Flota Necesaria.: 3 vehículos.
- Terminal de Integración del Puerto de Cabedelo./ Playa de Camboinha. (vía Litoral. - Terminal de Integración del Centro de Cabedelo.). - Flota Necesaria.: 3 vehículos.
- Terminal de Integración del Barrio de la Playa del Pozo./ * Terminal de Integración del Centro de Cabedelo. (vía BR-230.). - Flota Necesaria.: 3 vehículos.
- Terminal de Integración del Barrio de la Playa del Pozo./ Terminal de Integración del Centro de Cabedelo./ (vía Playa Formosa.). - Flota Necesaria.: 2 vehículos.
- Terminal de Integración del Centro de Cabedelo./ Terminal de Integración del Barrio de la Playa del Pozo.). (vía Playa de Camboinha.). - Flota Necesaria.: 2 vehículos.